# Szczawienko
Szczawienko (niem. Niedersalzbrunn, Sorgau) – północno-wschodnia część miasta Wałbrzycha, przy wyjeździe do Świebodzic.
Przed 1945 było to dwie wsie, po 1945 połączone w jedną, 1946–50 siedziba gminy Szczawienko, 1951–54 część miasta Szczawna-Zdroju, 1954-1970 samodzielna wieś w gromadzie Szczawienko, od 10 kwietnia 1970 północna dzielnica Wałbrzycha.
Według danych z Urzędu Miejskiego w Wałbrzychu na 16 kwietnia 2014 roku dzielnice Szczawienko, Książ i Lubiechów zamieszkuje 4293 osób.

## Położenie
Szczawienko leży na części działu wodnego potoku Szczawnik i rzeki Pełcznica oraz na południowej części przełomu Pełcznicy. Zabudowania dzielnicy znajdują się na wysokości 350–370 m n.p.m. a oś komunikacyjną osiedla stanowi ulica Wrocławska i historycznie ulica Wieniawskiego. Obecnie ulica Wieniawskiego stanowi jednocześnie granicę z dzielnicą Podzamcze.
Szczawienko jest dzielnicą przemysłowo-mieszkaniową z takimi zakładami jak Toyota, Faurecia, Ronal, Przedsiębiorstwo Energetyki Cieplnej i jednocześnie z osiedlami domków jednorodzinnych zlokalizowanych przy ulicach Wincentego Witosa, Jaworowej i Zdrojowej.
Szczawienko sąsiaduje z:
- północ (N) – Świebodzice (3 km)
- północny wschód (NE) – Lubiechów
- południowy wschód (SE) – dzielnica Poniatów – w górę Pełcznicy, polnymi ścieżkami (brak bezpośredniej ulicy łączącej dzielnice) dojazd przez Piaskową Górę lub WSSE
- południe (S) – dzielnica Piaskowa Góra – tradycyjną granicą jest linia kolejowa ze stacji Wałbrzych Szczawienko do stacji Szczawno-Zdrój, dokładniej od wiaduktu nad ulicą Wrocławską do wiaduktu nad ulicą Wieniawskiego.
- południowy zachód (SW) – Szczawno-Zdrój
- zachód (W) – dzielnica Podzamcze
- północny zachód (NW) – kompleks zamku Książ z sąsiadującą stadniną ogierów.

## Historia
Prawdopodobnie okolice Szczawienka były już zamieszkiwane w okresie neolitu. Badania archeologiczne wskazują na istnienie traktu handlowego w rejonie Szczawienka. W średniowieczu Szczawienko było już wsią, która rozciągała się wzdłuż dzisiejszej ulicy Wieniawskiego i razem z dzisiejszym Szczawnem-Zdrój stanowiła jedną miejscowość. Z tym, że centrum wsi znajdowało się w Szczawienku. Rozwój wsi zahamowała wojna trzydziestoletnia.
W dobie napoleońskiej dnia 15 maja 1807 roku nieopodal miejscowości odbyła się Bitwa pod Szczawienkiem pomiędzy polskimi ułanami z Legii Polsko-Włoskiej a wojskiem pruskim. W bitwie polscy ułani rozbili wojska pruskie.
Pierwsza połowa XIX to korzystanie z rozwoju Szczawna-Zdroju, kiedy Szczawienko stało się tańszym zapleczem noclegowym dla uzdrowiska. Natomiast druga połowa XIX wieku to rozwój przemysłu - szczególnie południowo-wschodniej części nazywanej Sorgau, którego podstawą było doprowadzenie w 1853 roku linii kolejowej.
Po drugiej wojnie światowej Szczawienko zostało włączone najpierw do Szczawna-Zdroju a następnie w 1951 roku do Wałbrzycha.
Istniejący tu niegdyś kościół ewangelicki został po 1945 rozebrany.

## Zabytki
Do wojewódzkiego rejestru zabytków wpisane są:
- dzielnica Szczawienko jako historyczny układ urbanistyczny, z XIII w., XVII-XVIII w., XX w.
- kościół par. pw. św. Anny, z XVI w.

## Komunikacja
Dzielnicę obsługuje stacja kolejowa Wałbrzych Szczawienko leżąca na linii kolejowej z Wrocławia do Zgorzelca. Dawniej stacja stanowiła węzeł kolejowy z linią kolejową do Mieroszowa (rozebraną latem 1994 roku). Trasa do Mieroszowa przez Boguszów-Gorce ma zostać odbudowana jako wałbrzyska kolej aglomeracyjna.
Do dzielnicy docierają autobusy komunikacji miejskiej, a wcześniej – kursujące po Wałbrzychu na przestrzeni kilkudziesięciu lat – tramwaje i trolejbusy.